# Nicole Schnyder-Benoit
Nicole Schnyder-Benoit (* 13. März 1973 in Magglingen als Nicole Benoit) ist eine ehemalige Schweizer Beachvolleyballspielerin und Hochspringerin.

## Erfolge
Mit ihrer damaligen Partnerin Simone Kuhn wurde sie 2001 in Jesolo Vize-Europameisterin. Bei der EM 2002 in Basel belegte das Duo ebenso den fünften Rang wie ein Jahr später in Alanya. 2003 erreichten Schnyder-Benoit und Kuhn auch erstmals vordere Ränge bei der Welttour (Vierter in Japan und zweimal Fünfter). Ihren grössten gemeinsamen Erfolg feierten sie 2004 mit dem Gewinn der Europameisterschaft in Timmendorfer Strand. Sie nahmen auch gemeinsam an den Olympischen Spielen in Athen teil.
Schnyder-Benoit errang insgesamt sieben Schweizer Meistertitel im Beachvolleyball.
1992 war sie in Luzern bereits Dritte der Schweizer Meisterschaft im Hochsprung geworden.

## Persönliches
Schnyder-Benoit ist verheiratet und Mutter von zwei Söhnen.